# Listopad 1989
Listopad 1989 je v myslích více než 30 milionů obyvatel tehdy existujících států NDR a Československa zapsán jako období významných společenských změn. V listopadu roku 1989 v podstatné části střední a východní Evropy vyvrcholil proces pádu komunistických režimů.

## Události

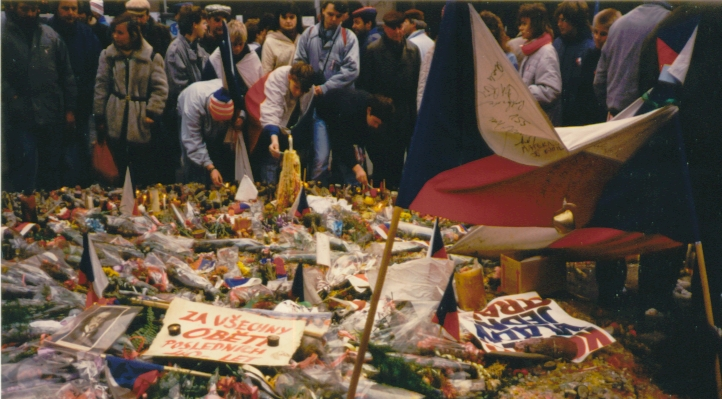
Sametová revoluce na Václavském náměstí

Změny totalitních režimů k počátkům demokracie, tehdy již proběhlé v Maďarsku a Polsku, zasáhly také tehdejší Československo a NDR (východní Německo). Dne 9. listopadu padla berlínská zeď, po celém světě známý symbol komunistické totality. V Praze byla 17. listopadu, v den 50. výročí událostí listopadu 1939, policií brutálně zastavena studentská demonstrace, čímž započal proces známý jako „sametová revoluce“. 
Pojem „listopad 1989“ je lokální, neboť v Polsku došlo k politickým i ekonomickým změnám už na jaře 1989 a první svobodné volby tam proběhly (byť jen do poloviny parlamentu) již 4. června 1989. V listopadu, již za vlády Tadeusze Mazowieckého, rozbíhal Leszek Balcerowicz ekonomické reformy, které během několika týdnů zbrzdily hyperinflaci. 
Podobné změny o něco později zasáhly i Pobaltské státy, část bývalé Jugoslávie, Bulharsko a Rumunsko.
V Rumunsku revoluce proběhla až v prosinci 1989 a tamní diktátor Nicolae Ceaușescu byl i s manželkou zastřelen.

## Přehled událostí ve východním bloku
Následek takzvané Perestrojky.
Časový přehled hlavních událostí rozpadu východoevropských komunistických režimů v listopadu 1989.

### NDR
- 7. listopadu – rezignuje komunistická vláda NDR, ale přesto zůstává Egon Krenz, první tajemník SED, hlavou státu.
- 9. listopadu – pád Berlínské zdi, NDR otevírá hraniční přechody v Berlínské zdi, po desetiletích mohou občané NDR volně překračovat hranice, den na to začínají oslavující občané strhávat zeď.

### Bulharsko
- 10. listopadu – po čtyřech a půl desetiletích vlády komunistické strany v Bulharsku odstupuje Todor Živkov a nahrazuje jej ministr zahraničí Petar Mladenov, strana je přejmenována na Socialistickou stranu Bulharska.

### Československo
- 17. listopadu – studentská demonstrace; zásah Sboru národní bezpečnosti; začátek sametové revoluce a tím i pádu komunismu v Československu
- 18. listopadu – vojáci základní služby (VZS) byli izolováni od vnějšího světa. Informace do kasáren přesto pronikly; politicky nebyla armáda a s ní i bojová technika v rukou důstojníků a strany, ale v rukou VZS.
- 20. listopadu – demonstrace pokračují, jen v Praze narůstají z 200 000 účastníků v předchozích dnech na půl milionu demonstrujících.
- 27. listopadu – generální stávka v Československu
- 28. listopadu – jako ostatní již padlé komunistické režimy oznamuje i KSČ, že se vzdá mocenského monopolu.

## Další události
- 12. listopadu v Brazílii proběhly první svobodné prezidentské volby od roku 1960.
- 16. listopadu jihoafrický prezident Frederik Willem de Klerk ruší segregační zákony Apartheidu.
- 16. listopadu šest jezuitských kněží, jejich hospodyně a její dcera bylo zabito salvadorskými vojáky, kteří byli vycvičení ve Spojených státech.
- 17. listopadu ve městě Aleksinac v tehdejší Jugoslávii došlo k výbuchu metanu v dole a zahynulo při tom několik desítek lidí.
- 22. listopadu libanonský prezident Rene Moawad byl zabit explozí bomby ve východním Bejrútu.
- 30. listopadu Alfred Herrhausen ředitel Deutsche Bank byl zabit explozí bomby nastražené teroristickou skupinou Frakce Rudé armády.